# Cable & Wireless One Day International Series 2000
Die Cable & Wireless One Day International Series 2000 war ein Drei-Nationen-Turnier das vom 1. bis zum 23. April 2000 in den West Indies im One-Day Cricket ausgetragen wurde. Bei dem zur internationalen Cricket-Saison 2000 gehörenden Turnier nahmen neben dem Gastgeber die Mannschaften aus Simbabwe und Pakistan teil. Im Finale besiegte Pakistan die West Indies mit 2–1.

## Vorgeschichte
Für alle Mannschaften war es die erste Tour der Saison.

## Format
In einer Vorrunde spielte jede Mannschaft gegen jede andere jeweils zweimal. Für einen Sieg gab es zwei, für ein Unentschieden oder No Result 1 Punkte. Die beiden Gruppenersten qualifizierten sich für das Finale und spielten dort im Best-of-Three-Modus um den Turniersieg.

## Stadion
Die folgenden Stadien wurden für das Turnier als Austragungsort ausgewählt und am 30. September 1999 bekanntgegeben.
| Stadt         | Land                           | Stadion                   | Kapazität | Spiele         |
| ------------- | ------------------------------ | ------------------------- | --------- | -------------- |
| Bridgetown    | Barbados                       | Kensington Oval           | 11.000    | 1. Finale      |
| Kingston      | Jamaika                        | Sabina Park               | 20.000    | 1. & 2. Spiel  |
| Kingstown     | St. Vincent und die Grenadinen | Arnos Vale Stadium        | 18.000    | 4. Spiel       |
| Port of Spain | Trinidad und Tobago            | Queen’s Park Oval         | 25.000    | 2. & 3. Finale |
| St. George’s  | Grenada                        | Grenada National Stadium  | 20.000    | 5. & 6. Spiel  |
| St. John’s    | Antigua und Barbuda            | Antigua Recreation Ground | 12.000    | 3. Spiel       |

## Kaderlisten
Pakistan benannte seinen Kader am 31. März 2000.
| ODI | ODI | ODI |
| West Indies | Pakistan | Simbabwe |
| --- | --- | --- |
| - Jimmy Adams (K) - Curtly Ambrose - Sherwin Campbell - Mervyn Dillon - Chris Gayle - Wavell Hinds - Ridley Jacobs (wk) - Sylvester Joseph - Reon King - Nixon McLean - Nehemiah Perry - Ricardo Powell - Franklyn Rose - Philo Wallace | - Moin Khan (K & wk) - Abdul Razzaq - Arshad Khan - Imran Nazir - Inzamam-ul-Haq - Irfan Fazil - Mohammad Akram - Mohammad Wasim - Mohammad Yousuf - Mushtaq Ahmed - Saqlain Mushtaq - Shahid Afridi - Shoaib Akhtar - Wajahatullah Wasti - Waqar Younis - Wasim Akram - Younis Khan | - Andrew Flower (K & wk) - Andy Blignaut - Gary Brent - Alistair Campbell - Stuart Carlisle - Grant Flower - Murray Goodwin - Neil Johnson - Brian Murphy - Mluleki Nkala - Henry Olonga - Heath Streak - Dirk Viljoen - Guy Whittal - Craig Wishartl |

## Spiele

### Vorrunde
Tabelle
| Teams       | Sp. | S | N | U | R | NR | Punkte | NRR    |
| ----------- | --- | - | - | - | - | -- | ------ | ------ |
| West Indies | 4   | 4 | 0 | 0 | 0 | 0  | 8      | +1.149 |
| Pakistan    | 4   | 2 | 2 | 0 | 0 | 0  | 4      | −0.343 |
| Simbabwe    | 4   | 0 | 4 | 0 | 0 | 0  | 0      | −0.844 |

Sieg: 2 Punkte; Remis: 1 Punkte
Spiele
| 1. April Scorecard | Kingston | West Indies 237-9 (50)          | – | Simbabwe 150 (41.4/48) |
|                    |          | West Indies gewinnt mit 87 Runs |   |                        |

| 2. April Scorecard | Kingston | West Indies 280-3 (50)          | – | Simbabwe 239-8 (50) |
|                    |          | West Indies gewinnt mit 41 Runs |   |                     |

| 5. April Scorecard | St. John’s | Simbabwe 199-9 (50)            | – | Pakistan 200-5 (47.1) |
|                    |            | Pakistan gewinnt mit 5 Wickets |   |                       |

| 12. April Scorecard | Kingstown | West Indies 213-7 (50)          | – | Pakistan 117 (41.3) |
|                     |           | West Indies gewinnt mit 96 Runs |   |                     |

| 15. April Scorecard | St. George’s | Simbabwe 204-7 (50)            | – | Pakistan 205-4 (43.1) |
|                     |              | Pakistan gewinnt mit 6 Wickets |   |                       |

| 16. April Scorecard | St. George’s | West Indies 248-6 (50)          | – | Pakistan 231 (48.1/49) |
|                     |              | West Indies gewinnt mit 17 Runs |   |                        |

### Finale
| 19. April Scorecard | Bridgetown | Pakistan 197-8 (50)          | – | West Indies 180 (49.3) |
|                     |            | Pakistan gewinnt mit 17 Runs |   |                        |

| 22. April Scorecard | Port of Spain | West Indies 208-8 (50)          | – | Pakistan 148 (45) |
|                     |               | West Indies gewinnt mit 60 Runs |   |                   |

| 23. April Scorecard | Port of Spain | West Indies 114 (33.2)         | – | Pakistan 116-6 (45.1) |
|                     |               | Pakistan gewinnt mit 4 Wickets |   |                       |